# Pieter Teyler van der Hulst
Pieter Teyler van der Hulst (Haarlem, 25 marzo 1702 – Haarlem, 8 aprile 1778) è stato un mercante, banchiere e mecenate olandese, noto per aver deciso di destinare il suo cospicuo patrimonio (stimato attorno ai 2 milioni di fiorini olandesi) alla promozione della diffusione della cultura e delle arti nella sua città natale.
Grazie alle sue donazioni sono stati fondati il Teylers Museum, il museo più antico dei Paesi Bassi, e il Teylers Hofje.

## Biografia

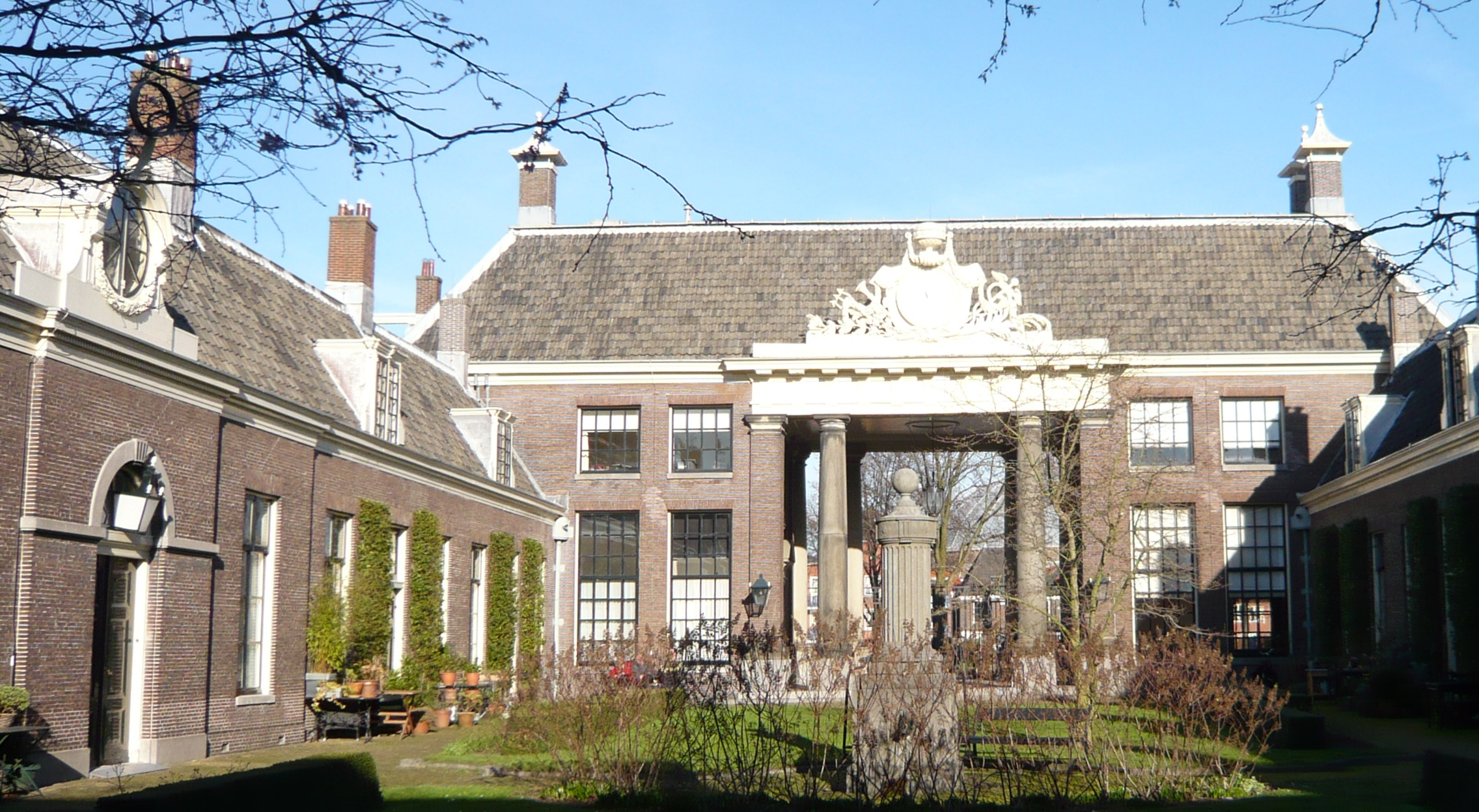
Il Teylers Hofje così come appare al giorno d'oggi.

Pieter Teyler van der Hulst nacque a Haarlem il 25 marzo 1702 e fu un fervente seguace delle teorie dell'Illuminismo Scozzese, essendo discendente di ricchi mercanti scozzesi; suo padre fu Isaac Teyler e sua madre Maria van der Hulst. Sposò Helena Wynands Verschaave nel 1728.
Fu un membro attivo della comunità mennonita "Waterlander" e divenne fiduciario dell'orfanotrofio cittadino dal 1750 in poi. Fece la sua fortuna come commerciante di tessuti, ma dal 1763 intraprese l'attività bancaria che lo portò a erogare prestiti a numerosi suoi contemporanei, tra i quali anche il suo vicino di origine scozzese George Clifford III, ricco commerciante di Amsterdam noto per essere stato finanziatore di Carlo Linneo.
I banchieri olandesi di origine scozzese come Teyler, Clifford, e Hope & Co. furono mecenati delle arti e delle scienze. Teyler fu anche attivo nella comunità mennonita di Harleem assieme alla moglie, fondando un hofje mennonita recante il suo nome nel 1752. Differentemente dall'uso dell'epoca, nell'hofje dei Teyler potevano avere accesso anche i non mennoniti.
Nel diciottesimo secolo, i membri della classe dirigente di Haarlem e Amsterdam erano in gran parte protestanti, così come lo Statolder. A cattolici, mennoniti, quaccheri, e tutti gli altri, era proibito l'accesso a organizzazioni come la Hollandsche Maatschappij der Wetenschappen ("Società Olandese delle Scienze"), fondata ad Haarlem nel 1752 con lo scopo di dedicarsi a tutti gli aspetti della scienza. Dal 1841 la Società ha sede presso la Hodshon Huis, sita non lontano dal Teylers Museum, a est del fiume Spaarne.

## Lascito
Il testamento di Teyler fu scritto nel 1756 a seguito della morte della moglie, pochi anni dopo la fondazione della Società. I termini originali del testamento prevedono l'istituzione di un premio scientifico annuale assegnato dai curatori della sua biblioteca e della sua collezione di opere d'arte e pezzi d'interesse scientifico. Questi curatori divennero esperti di arte e scienza seguendo percorsi di formazione differenti, e ciò determinò l'eclettismo che caratterizza il Teylers Museum.
Secondo le disposizioni testamentarie, vennero istituite tre società, occupatesi rispettivamente di religione, scienza e arti, e che divennero note come "prima", "seconda" e "terza Società".
La sua abitazione ad Haarlem con il suo ingresso dalla Damstraat è unita al retro del Teylers Museum attraverso una porta sita nella Stanza ovale. L'abitazione è nota come "Fundatiehuis" ed è accessibile ai visitatori solo su appuntamento, e solo nel "Monumentendag".